# Куллог
Куллог — деревня в Новосёловском районе Красноярского края России. Входит в состав Анашенского сельсовета.

## География
Деревня расположена в 40 км к югу от районного центра Новосёлово.

## Население
| 2010 |
| ---- |
| 149  |

Гендерный состав
По данным Всероссийской переписи населения 2010 года 69 мужчин и 80 женщин из 149 чел.